# Mariama Hima
Mariama Hima Yankori (Niamei, 1951) é uma realizadora nigerina. Foi a primeira realizadora de cinema do Níger na década de 1980, quando foi Secretária de Estado para a Promoção da Mulher e Proteção da Criança, e mais tarde foi a primeira embaixadora do Níger em França.
Nasceu em Niamei em 1951 e estudou no Níger até à licenciatura. Em 1973, viajou para França e estudou etnolinguística na Ecole Pratique des Hautes Études em Paris. Doutorou-se em 1989 pela Universidade de Paris X Nanterre em antropologia.

## Carreira no cinema e na política
Entre as décadas de 1980 e de 1990 fez cinco filmes documentais, e tornou-se a primeira realizadora de cinema do Níger. Depois de filmar a maioria dos seus filmes, Hima trabalhou durante uma década como curadora no Museu Nacional do Níger, em Niamei, onde entre 1992 e 1996 foi realizadora. Em 1990, foi nomeada Diretora Nacional de Cultura Diretora Nacional de Cultura.
Em 1996, Hima foi nomeada Secretária de Estado para a Promoção da Mulher e Proteção da Criança pelo Presidente Ibrahim Baré Maïnassara. Posteriormente, tornou-se Ministra do Desenvolvimento Social do Níger. Em 1997, foi nomeada embaixadora do Níger em França, sendo a primeira embaixadora do seu país. Apesar da morte de Maïnassara durante o golpe de Estado de 1999 no Níger, manteve-se embaixadora em Paris até 2003.
Hima é Cavaleira e Grande Oficial da Ordem Nacional do Mérito e Comandante da Ordem das Palmas Académicas.

## Filmografia
No cinema documental, as suas obras centram-se nos artesãos de Niamei. Foi diversas vezes premiada em festivais de cinema internacionais, incluindo Veneza e Beaubourg. Entre 1984 e 1994, Hima dirigiu cinco documentários que se tornaram marcos no cinema africano:
- 1984: Baabu Banza (Rien ne se jette), documentário, 20 min: Documentário de 20 minutos que observa o reaproveitamento de materiais na cidade de Niamei, destacando a criatividade dos artesãos locais.
- 1985: Falaw (L'aluminio), documentário, 16 min: Com 16 minutos de duração, o documentário aborda o processo de transformação de latas de alumínio em utensílios domésticos, evidenciando práticas de reciclagem urbana.
- 1986: Toukou (Le tonneau), documentário[8]
- Documentário que explora o trabalho de artesãos que transformam barris metálicos em objetos utilitários e artísticos.
- 1987: Katako (Les planches), documentário: Foca na transformação de tábuas de madeira em móveis e utensílios, destacando a habilidade e a adaptabilidade dos artesãos locais.
- 1994: Hadiza et Kalia, documentário: Continua a explorar temas de reaproveitamento e criatividade artesanal.